# Hermann Wilhelm Schlüter
Hermann Wilhelm Adolph Karl Schlüter (* 10. Januar 1846 in Hannover; † 13. April 1900 ebenda) war ein deutscher Buchdrucker und Geschäftsführer der späteren  Schlüterschen Verlagsgesellschaft.

## Leben

### Familie

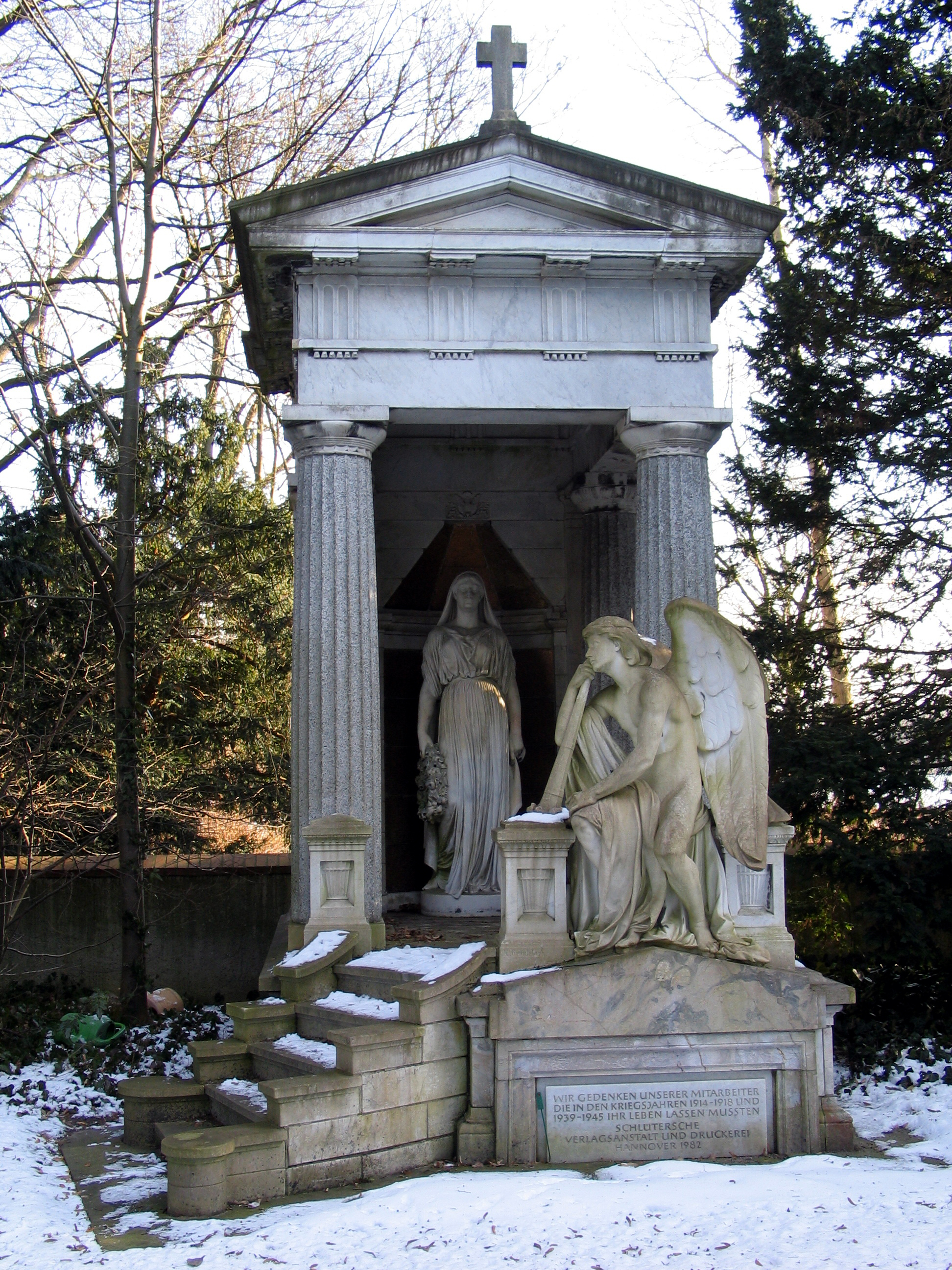
Das Familiengrab, gestaltet von Karl Gundelach, auf dem Stadtfriedhof Engesohde

Hermann Wilhelm Schlüter war der Enkel des Buchdruckers Georg Christoph Schlüter und Sohn von Philipp Schlüter. Sein älterer Bruder war Carl Schlüter (15. Mai 1813 – 13. Februar 1897), ein jüngerer Bruder war Wolfgang Schlüter (28. Juli 1848 – 14. Januar 1919). Hermann Wilhelm Schlüter blieb ohne Nachkommen.

### Werdegang
Hermann Wilhelm Schlüter absolvierte in Hannover eine Lehre als Buchdrucker in der von seinem Vater geführten Landschaftlichen Druckerei. Nachdem er in verschiedenen auswärtigen Betrieben als Angestellter Erfahrungen gesammelt hatte, übernahm er 1868 als Geschäftsführer die familiengeführte Druckerei, nachdem sein Vater und sein Bruder Carl aufgrund der Weiterführung des Hannoverschen Tageblattes im Streit gelegen hatten.
Unter Hermann Wilhelm Schlüter wurde die Druckerei 1878 offiziell in Schlütersche Buchdruckerei umbenannt. Diese wurde wenige Jahre nach dem Tod des Geschäftsführers 1903 durch den Kaufmann Heinrich Ludwig Hartmann aufgekauft.
Hermann Wilhelm Schlüter wurde in dem Familiengrab auf dem Stadtfriedhof Engesohde beigesetzt, in der Abteilung 25, Grabstätten 25–30. Das dortige Grabmal, gestaltet von dem Bildhauer Karl Gundelach, wurde 1982 restauriert.

### Nachlass
Hermann Wilhelm Schlüter hinterließ dem (heutigen) Museum August Kestner seine Sammlung von Fürstenberger Porzellan sowie zahlreiche Werke von Johann Heinrich Ramberg.